# 梅赫泰莱克
梅赫泰莱克，是匈牙利索博尔奇-索特马尔-贝拉格州所辖的一个村。总面积8.62平方公里，总人口671，人口密度77.8人/平方公里（2011年1月1日）。